# Öttevény
Öttevény is een plaats (község) en gemeente in het Hongaarse comitaat Győr-Moson-Sopron. Öttevény telt 2731 inwoners (2001).